# Albert Helsper
Albert Helsper (Nijmegen, 6 februari 1957) is een voormalig Nederlands voetballer. Hij stond onder contract bij N.E.C.. Daarvoor speelde hij bij SV Blauw Wit en hij bouwde af bij Sportclub N.E.C.. In maart 1983 zat hij op de bank tijdens twee wedstrijden van het Nederlands olympisch voetbalelftal tegen Liechtenstein.

## Statistieken
| Seizoen | Club   | Land      | Competitie | Wed. | Goals |
| ------- | ------ | --------- | ---------- | ---- | ----- |
| 1977/78 | N.E.C. | Nederland | Eredivisie | 6    | 0     |
| 1978/79 | N.E.C. | Nederland | Eredivisie | 18   | 0     |
| 1979/80 | N.E.C. | Nederland | Eredivisie | 20   | 5     |
| 1980/81 | N.E.C. | Nederland | Eredivisie | 32   | 8     |
| 1981/82 | N.E.C. | Nederland | Eredivisie | 27   | 8     |
| 1982/83 | N.E.C. | Nederland | Eredivisie | 27   | 1     |
| Totaal  | Totaal | Totaal    | Totaal     | 130  | 22    |